# Chasing Shadows (Black Tide)
Chasing Shadows è il terzo e ultimo album in studio del gruppo musicale statunitense Black Tide, pubblicato nel 2015.

## Tracce
Tutte le tracce sono state scritte da Gabriel Garcia, eccetto dove indicato.

1. Intro
2. Guidelines (Mariano Luis Aponte, Garcia)
3. Angel in the Dark
4. Predator (Animal)
5. Burn (Aponte, Garcia)
6. Chasing Shadows
7. Before We Form
8. Sex Is Angry
9. Welcome to Misery
10. Heaven
11. Promised Land

## Formazione
- Gabriel Garcia - voce, chitarra, basso
- Austin Diaz - chitarra, cori
- Cody Paige - batteria, percussioni